# سياسة تونس المائية
حسب آخر تقييم للموارد المائية (سنة 2000) تبلغ كمية الموارد الجملية بالبلاد التونسية 4825 مليون متر مكعب (مم3) وتنقسم إلـى 2700 مم3 بالنسبة للمياه السطحية و 2125 مم3 بالنسبة للمياه الجوفية.
(خارطة الموارد المائية)
• الموارد المائية السطحية
يبلغ معدّل الأمطارالسنوية التي تنزل على البلاد التونسية 230 مم. يتميز نظام هطول هذه الأمطار بالتغير حسب الفصول والمناطق حيث أن مصادر المياه السطحيــة في أقصى الشمال تمثل 36% من الموارد السطحية الجملية رغم أن هذه المنطقة لا تمثل إلاّ جزءا ضئيلا من مساحة البلاد (3%) (خارطة خطوط تساوي معدل الأمطار).
أمّا عن باقي مصادر المياه السطحية بالشمال التونسي فهي تمثل 46% أي ما يقارب 1230 مم3 في السنة من جملة الموارد. وهي متأتية من أحواض «مجردة» و«الوطن القبلي» و«مليان». أمّا عن أحواض الوسط والممثلة بأحواض «نبهانة» و«مرق الليل» و«زرود» والتي تمثل 62% من المساحة الجملية للبلاد فإن الموارد الصادرة عن هذه المناطق لاتتجاوز 12% من الموارد المائية السطحية أي ما يعادل 320 مم3بالسنة. أمّا منطقة الجنوب التي تبلغ مساحتها حوالي ثلثي مساحة البلاد فإنها تمتاز بمحدودية مواردها المائية السطحية بمعدل لايتعدى 6 %من الموارد الجملية أي حوالي 190 مم3 سنويا.
وتعتبر نسبة 2700 مم3 كمعدل موارد سطحية تمّ احتسابه بعد 50 عام من رصد الكميات التي سجلت في هذه الفترة.
ويمكن تعبئة 2170 مم3 من المعدل أي ما يساوي 85% من جملة الموارد. وقد توصلت حاليا الخطّة العشرية لتنمية الموارد المائية من تعبئة 1800 مم3 وذلك بإستكمال إنجاز السدود الكبرى والسدود الجبلية والبحيرات الجبلية (خارطة مواقع السدود الكبرى).
• الموارد المائية الجوفية
حسب تقييم سنة 2000 تبلغ نسبة الموارد المائية الجوفية 2125 مم3 منقسمة إلى 745 مم3 متأتية من الخزّانات السطحية و1380 مم3 من الخزانات العميقة مع العلم وأن 650 مم3 من الموارد المائية الجوفية العميقة غير متجددة.
أمّا عن نسب الموارد الجوفية حسب المناطق الطبيعية للبلاد فتحتوي منطقة الشمال أكثر من النصف (55%) من الطبقات القليلة العمق أما في الوسط لاتتجاوز هذه النسبة 30% ويحتوي الجنوب على 15% منها.
وبالنسبة للموارد الجوفية العميقة فتوجد خاصة في منطقة الجنوب حيث تمثل 58% من جملة الموارد.
وتبلغ نسبة إستغلال الموارد الجوفية القليلة العمق في سنة 2000، 780 مم3 يقع استغلالها عن طريق ما يقارب 90.000 بئر سطحية مجهزة بمحركات حرارية أو كهربائية. وتبلغ نسبة إستغلال الموارد الجوفية العميقة 1100 مم3 عبر أكثر من 3500 بئر عميقة مستعملة في عدّة قطاعات خاصة منها القطاع الفلاحي وقطاع الماء الصالح للشراب.

## روابط خارجية
- موقع الوضع المائي في تونس